# Karamay, Karamay
Karamay är ett stadsdistrikt och säte för stadsfullmäktige i staden med samma namn i Xinjiang-regionen i nordvästra Kina.